# Conus viridis
Conus viridis é uma espécie de gastrópode do gênero Conus, pertencente a família Conidae.